# Medalla por Distinción en la Prevención y Eliminación de Situaciones de Emergencia
La Medalla por Distinción en la Prevención y Eliminación de Situaciones de Emergencia (en bielorruso: Медаль «За адзнаку ў папярэджанні і ліквідацыі надзвычайных сітуацый») es una condecoración estatal de la República de Bielorrusia. Fue establecida por la Ley de la República de Bielorrusia N.º 28-Z de fecha 15 de junio de 2009. La descripción de la medalla fue aprobada por Decreto del Presidente de la República de Bielorrusia N.º 419 de fecha 12 de agosto de 2009. Se otorga al personal de los distintos organismos encargados de resolver situaciones de emergencia por su valentía y dedicación en operaciones de rescate y otras actividades de emergencia.

## Criterios de concesión
La Medalla por Distinción en la Prevención y Eliminación de Situaciones de Emergencia se otorga al personal superior y de base de los cuerpos y unidades para situaciones de emergencia, órganos de asuntos internos, personal militar y otros ciudadanos en reconocimiento a:
- Coraje personal, intrepidez y heroísmo demostrado en la respuesta a situaciones de emergencia;
- Acciones hábiles, decisivas y valientes en operaciones de rescate y otras actividades de emergencia;
- El trabajo bien planificado y eficaz de los órganos y unidades de emergencia para proteger a la población y los territorios en situaciones de emergencia;
- Participación activa y asistencia a los cuerpos y unidades de emergencia en la prevención y mitigación de situaciones de emergencia.

La insignia de la medalla se lleva en el lado izquierdo del pecho y, en presencia de otras órdenes y medallas de la República de Bielorrusia, se coloca justo después de la insignia de la Medalla por Distinción en la Protección de las Fronteras del Estado.

## Descripción
Es una medalla de tombac con un baño de plata con forma circular de 33 mm de diámetro y con un borde elevado por ambos lados.
En el anverso de la medalla, en el lado exterior a lo largo de la circunferencia de la medalla se puede observar la inscripción «por distinción en la prevención y eliminación de situaciones de emergencia» (en bielorruso, «За адзнаку ў папярэджанні і ліквідацыі надзвычайных сітуацый»), en el centro del círculo, hay una imagen estilizada de una estrella de ocho puntas enmarcada por una corona de hojas de laurel, cuya parte inferior está cubierta con un semicírculo de una cinta rizada. En el interior de la estrella hay una imagen del Emblema Estatal de la República de Bielorrusia.
En el reverso de la medalla hay una estrella de cinco puntas enmarcada por una corona de hojas de laurel con rayos que emanan de su centro.
La medalla está conectada con un ojal y un anillo a un bloque pentagonal cubierto con una cinta muaré de seda de color azul con dos franjas longitudinales rojas en los bordes y una en el medio.